# Психолоџи тудеј
Психолоџи тудеј (енгл. Psychology Today) је америчка медијска организација са фокусом на психологију и људско понашање. Почео је као двомесечник часопис, који се први пут појавио 1967. године. Веб страница Псицхолоџи тудеј садржи именике терапеута и здравствених радника и стотине блогова које су написали разни психолози, психијатри, социјални радници, лекари, антрополози, социолози и научни новинари.
Од 1983. до 1987. године Псицхолоџи тудеј је у власништву и под управом Америчког удружења психолога. Тренутно је у власништву Сасекс паблишинг.